# Feudalismo en Cataluña
El feudalismo en Cataluña se desarrolló a lo largo del periodo carolingio debido al crecimiento económico y demográfico que de manera lenta pero progresiva va cambiando las relaciones de fuerza en la sociedad. 
A mediados del siglo XI se completó la roturación de las tierras interiores de la Cataluña Vieja y se inició una presión sobre la frontera que no culminó hasta el siglo XII con la conquista de la Cataluña Nueva. La lentitud del movimiento colonizador de la frontera repercutió sobre la condición del campesinado catalán que, careciendo de tierras suficientes, se debilitó y fue víctima fácil de la opresión ejercida por los poderosos, las noblezas laica y eclesiástica.
Este proceso de señorialización y feudalización fue estrechamente ligado a la mengua de la autoridad central durante la primera mitad del siglo XI, y explica que, en el marco de los castillos, los veguers, independizados del conde, hicieran uso y abuso de su autoridad de manera arbitraria.
La inestabilidad de los años 1040 a 1060 son un episodio de un movimiento que estalló en todo el Occidente europeo, encabezado por la aristocracia, que no dudó en apoderarse directamente de los órganos de poder. Es el periodo conocido como la revolución feudal que tuvo como desenlace la emergencia de una multitud de pequeñas señorías locales, herederas de los principados territoriales de época carolingia.
Ya que la autoridad pública más fuerte en Cataluña al final del siglo X era la de los condes de Barcelona, que poseían los condados de Barcelona, Gerona y Osona, el futuro político del territorio dependió en gran parte de la capacidad de resistencia que estos condes tuvieron frente a los feudales.

## Factores desestructurantes

### Crisis social
La feudalización de Cataluña fue posible, en buena parte, por un crecimiento económico que permitió a los poderosos apropiarse del excedente productivo del sector rural motivado por, en parte, al debilitamiento de las estructuras tradicionales que empezaban a quedar obsoletas frente al impulso de las nuevas fuerzas emergentes.
Antes del año 1000, la familia nuclear era bastante estable y estaba garantizada por una estructura económica que le era propia. Pero el crecimiento económico y el clima de violencias inherentes a la feudalización produjeron el debilitamiento del modelo familiar. Sin la protección de las instituciones judiciales, afectadas también por la crisis, la familia intentó preservar sus miembros y los intereses comunes de las agresiones exteriores tendiendo al agrupamiento y el ensanchamiento del grupo.

### Cambios en el poder político
El poder y la fuerza de los condes antes del año 1000 procedía de la posesión de tierras y rentas públicas que se cedían temporalmente o a perpetuidad a sus colaboradores, clérigos, vizcondes y veguers, para que los administraran. Aun así no perdían el control superior de estos bienes, los más importantes de los cuales, los castillos.
El poder político de los condes catalanes experimentaba una mengua notable. A la muerte de Ramon Borrell en 1017, siguieron las sucesivas minoridades de Berenguer Ramon I y de Ramón Berenguer I, durante las cuales la autoridad fue ejercida por la condesa Ermesenda de Carcasona, viuda de Ramon Borrell. Una prueba que la concepción pública del poder se perdía fue el testamento de Berenguer Ramon I que dividía los condados entre sus hijos, disposición sucesoria que debilitaba, todavía más, la autoridad condal.
El debilitamiento de la autoridad pública hizo posible que algunos vizcondes y descendientes de antiguos veguers tomaran decisiones de dirección política y de expansión hacia la frontera al margen de la autoridad condal. La crisis de autoridad, pues, había llegado a los castillos de la frontera, que se convirtieron dominios prácticamente independientes, mientras que en el interior de los condados, los nobles se apropiaban de caminos y fortalezas, y de las cargas, bienes y derechos públicos con los cuales van a mercadear. La magnitud de ventas, donaciones e infeudaciones de bienes y derechos del fisco entre nobles comportó para los condes, hacia el año 1050, la pérdida del control directo o indirecto sobre una parte muy importante de sus recursos tradicionales.

## Crisis del orden tradicional en Cataluña (sigloXI)
A partir de 1030 la crisis del orden tradicional se hizo sentir por todas partes: era una revolución social y política.

### Apropiación privada de las tierras del término
Los veguers, antes personae publicae, se apropiaron de los castillos que administraban y se convirtieron en señores "castlans" (castellanos) prescindiendo de la autoridad superior condal, e incorporaron las tierras fiscales del término del castillo y las rentas públicas satisfechas por los habitantes del distrito correspondiente a su propiedad. 
Así la palabra fevum, que antes del año 1000 indicaba la tierra fiscal cedida en beneficio por el conde a un agente suyo, pasó a designar cualquier bien entregado por un noble a otro a cambio de servicios militares y otras obligaciones de vasallaje. Nacía de este modo la hacienda privada, que violaba tres reglas del orden tradicional: primero, antes, únicamente el conde, representante supremo de la potestad pública, tenía facultad para atribuir tierras y rentas públicas y ahora los veguers castellanos se autoconcedían esta facultad; segundo, antes, estas concesiones, hechos por el conde a sus agentes, lo eran como mecanismo propio de la administración (dar para administrar) y también como forma de remuneración por la tarea llevada a cabo y ahora, los nuevos señores castellanos concedían tierras y rentas de origen público a su arbitrio, y siempre de acuerdo con sus intereses privados; y en tercer lugar, antes, el feudo tradicional tenía carácter funcional porque representaba el fundamento material del poder de mando a la castellanía y, por lo tanto, no podía ser desmembrado, ahora este poder se fragmentaba en feudos múltiples, fenómeno indicativo de la inversión total de las estructuras sociopolíticas del país.

### Justicia, arma privada a manos de los poderosos
La alteración del orden afectó también a la justicia. Los tribunales se convirtieron en el marco de expresión de muchas de las tensiones de la sociedad. Con el crecimiento económico se incrementaron los pleitos, y la justicia se corrompió. Los jueces se dejaban comprar y el código de Recesvinto se convirtió en poco útil, puesto que los tribunales renunciaron en busca de pruebas objetivas y muchos litigios se resolvieron al margen de los tribunales, bien por acuerdos entre las partes o, el más a menudo, por actas de fuerza o pruebas aberrantes, como las ordalías. Estas pruebas eran reservadas a los labradores. La nobleza defendía su derecho en duelo. La Administración de Justicia, al final del siglo X, dejó de ser una institución de derecho público donde todos los hombres libres de la sociedad podían acudir, con ciertas garantías, para arreglar sus conflictos, y se convirtió en una arma privada a manos de la arbitrariedad de los poderosos.

### Vinculación terrenal de la Iglesia
En este nuevo marco algunos sectores de la Iglesia se lanzaron a una serie de prácticas simoníacas y violentas. Como intentos de frenar la situación de crisis moral que sufría la Iglesia debido a la acumulación de riquezas, la vinculación a los poderes temporales y la simonía, surgieron de dentro de la Iglesia movimientos reformadores como el de los del Orden de Cluny, que se propagó por Cataluña, y el de las comunidades de canónigos de las catedrales. Estas iniciativas dispusieron del apoyo del abad Oliba, que defendía la desvinculación de la institución eclesiástica de la influencia de los laicos.
Estas y otras iniciativas reformadoras pusieron en evidencia el enfrentamiento entre viejas y nuevas estructuras de poder porque después de más de dos siglos de donaciones pietosas, efectuadas a menudo por familias poderosas, el clero había conseguido reunir un patrimonio nada despreciable y, por otro lado, la nobleza feudal, descendente de aquellos linajes, no estaba dispuesta a renunciar a un cierto control y fruición de los bienes familiares legados a la Iglesia. Para esta nobleza, las prácticas simoníacas eran una garantía de control y fruición.
Desde este punto de vista, ciertos actos de violencia de nobles contra instituciones eclesiásticas se comprenden mejor. Los pleitos entre nobles y clérigos por tierras, rentas, tributos eclesiásticos (diezmos) y herencias menudearon y desembocaron muchas veces en violencia física. La amenaza de excomunión no pudo parar este clima que finalmente encontró solución por la vía de los pactos o acuerdos negociados.
El origen de la jerarquía eclesiástica: obispos, abades y canónigos es el estamento nobiliario, pues unos y otros estaban unidos por vínculos de parentesco o linaje. Además, la Iglesia había perdido poder sobre las instituciones y los estamentos sociales, en parte por la pérdida de la protección que hasta entonces le había ofrecido la autoridad condal, ahora también en crisis. Puesto a la defensiva, la institución eclesiástica pactó una entente con el nuevo poder emergente, el feudal, representado por la aristocracia militar.

## Movimientos de resistencia: sagreras y asambleas de paz y tregua
Las resistencias a la haciendalización se manifestaron a diferentes niveles en el campo y en la ciudad. Las más conocidas son las que opuso un sector de la institución eclesiástica a través de las sagreras y las asambleas de Paz y tregua de Dios.
En una primera fase de resistencia, el clero se opuso a la arbitrariedad y la ilegalidad de los castellanos, evitando la pérdida de control de los castillos de la Iglesia en las zonas fronterizas. Con cuyo objeto, y para evitar caer en la red de vínculos feudales, crearon la figura del levita-castellano, encargado de defender los intereses de la Iglesia en las zonas de marca o frontera. En cuanto que defensores del patrimonio eclesiástico, y dado que la excomunión era una arma poco eficaz, muchos clérigos participaron en guerras privadas. A la vez para una mejor defensa y para evitar el pillaje de los nobles en rebeldía contra el poder establecido, la Iglesia estableció una alianza con labradores y mercaderes que se manifestó con la difusión de las sagreras y la creación de la tregua de Dios:

### Sagreras
Las sagreras eran unos espacios de paz más o menos circulares (de un radio de 30 pasas) alrededor de los templos, delimitados por los obispos en el momento de su consagración. La inmunidad territorial de estos espacios se concretaba en el derecho de asilo eclesiástico. Los labradores aprovecharon este espacio de seguridad para construir almacenes donde guardar las cosechas y las herramientas de la explotación, y despacio construyeron casas y cortijos fomentando el hábitat concentrado.

### Asambleas de Paz y Tregua
Las aspiraciones pacifistas encontraron su máximo exponente en las asambleas de Paz y tregua de Dios, unas instituciones en las cuales confluyeron clérigos y labradores inquietos por la violencia de los feudales. Con estas asambleas se pretendía imponer treguas semanales a los nobles violentos. La asamblea de paz más antigua conocida en Cataluña es la celebrada en Toluges (Rosellón) en 1027, que presidió el abad Oliba, donde se proclamó la inviolabilidad del patrimonio eclesiástico, a la vez que se impuso una tregua desde la hora novena del sábado hasta la primera del lunes. Este tiempo de paz se amplió sucesivamente en posteriores asambleas. 
El objetivo de la Iglesia era poner freno a la violencia, pero no eliminarla, a la vez que aceptaba como un hecho natural, producto de la voluntad divina, el orden establecido: los labradores tenían que trabajar, mientras en los nobles tenían encomendada la misión de gobernar y hacer la guerra. La jerarquía eclesiástica no cuestionaba, pues, el orden señorial del cual ella misma era parte integrante; su objetivo era desnudarlo de tanta violencia física y de tanto desorden. A través de las asambleas de paz, la Iglesia asumió la dirección temporal del país. Rehecho el poder condal durante el siglo XII, la Iglesia cedió a los condes la presidencia de las asambleas, momento en que la paz de Dios se convirtió en paz del conde. Así se preservó la integridad del patrimonio eclesiástico, pero nada impidió que el campesinado quedara sometida a la dominación de los señores de los castillos.
Por otra parte, el sector urbano se benefició también de la protección ofrecida por estas asambleas al comercio y a los mercaderes. El mundo del comercio era una pieza importante dentro del engranaje económico del desarrollo urbano, a la vez que aportaba beneficios nada despreciables al clero de las ciudades episcopales, que tenían el control de los mercados (por los impuestos) y de la circulación monetaria (por el derecho de acuñación).

## Compromiso entre la autoridad condal y la nobleza
Desde mediados del siglo XI, el conde de Barcelona Ramón Berenguer I (1035-1076) desarrolló una política de restablecimiento de la autoridad basada en el aprovechamiento del potencial económico procedente de los recursos de dominio público que le restaban, de las contribuciones de la comunidad urbana barcelonesa y en el oro de las parias. 
Con el oro de las parias, Ramón Berenguer I aseguraba la paz a las taifas fronterizas de Lérida y Tortosa, a la vez que veía multiplicar sus ingresos. Por otro lado, esta nueva orientación y la reanudación de la lucha contra las taifas más lejanas, como la de Zaragoza, abría un camino de posibilidades a la nobleza guerrera, ávida de honores, al fomentar su participación en campañas de conquista de nuevas tierras en el interior peninsular, o al ofrecerle la posibilidad de luchar a sueldo en los ejércitos de las taifas.
Alejado el peligro de la nobleza sediciosa, los condes de Barcelona llegaron a un compromiso con los viejos linajes de condes, vizcondes y veguers que habían ido imponiendo su preeminencia sobre todas las familias catalanas. El compromiso tuvo dos vertientes: en el aspecto socioeconómico, Ramón Berenguer I aceptó como un hecho las usurpaciones de bienes y derechos públicos y la sumisión del campesinado a la nobleza; y en el aspecto político exigió que todos los magnates lo reconocieran como amo natural y señor eminente de todos los castillos.
Así, a mediados del siglo XI, la Casa de Barcelona empezó a concentrar el poder soberano de Cataluña y a dirigir en provecho propio la unificación política. Los nobles rebeldes fueron multados y la aristocracia juró fidelidad al conde, el cual dejaba el campesinado al libre arbitraje de la nobleza a cambio de convertirse en el princeps de una nueva sociedad organizada piramidalmente, la sociedad feudal. A la vez, la justicia se convirtió en una herramienta al servicio de los intereses de dominación social del nuevo estamento que se imponía, el militar. A manos de este sector, la justicia fue utilizada para expropiar el campesinado y las sentencias judiciales emanadas de tribunales señoriales consistían a menudo en la imposición de multas, que se convirtieron en una fuente formidable de ingresos para los señores.
La regresión de los tribunales públicos, presididos por el conde y sus jueces, en favor de la justicia privada o feudal condujo a una resolución de conflictos en dos instancias: una justicia inferior ejercida por el señor en su castellanía, con poder de juzgar a los labradores sometidos al régimen señorial; y otra justicia, de cariz superior, ejercida por asambleas de barones para resolver los pleitos entre hombres del mismo estamento, es decir, entre nobles.

## Actividad política exterior de los condados catalanes

### Relaciones con Al-Ándalus

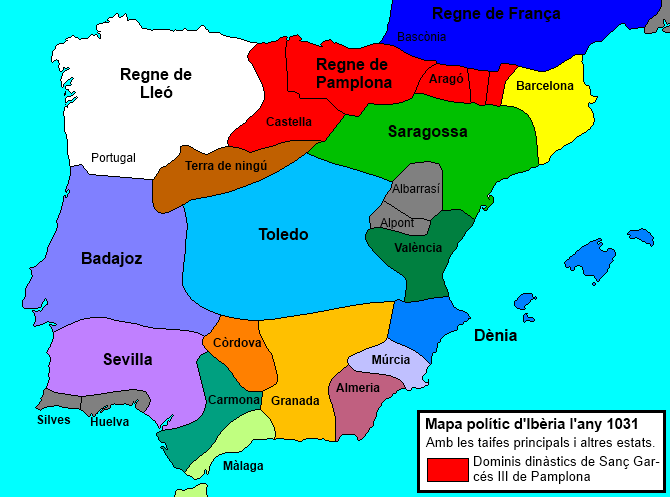
La península ibérica en el año 1031 con los reinos de taifas.

A pesar de las hostilidades de principios del siglo XI entre Al-Ándalus y el territorio catalán, las relaciones no se rompieron. Las embajadas, los viajes privados y los rescates de cautivos son una prueba, como también lo es el flujo de oro andalusí que llegaba a Barcelona a través de los circuitos comerciales. Además la contratación de mercenarios catalanes en los ejércitos de las taifas, y las soldadas que recibían, debía de contribuir a hacer entrar más oro en el territorio de la Casa de Barcelona.
A partir del siglo XI, la presencia de los condados catalanes en el teatro militar y político de la Península era ya un hecho que marcó las nuevas relaciones politicoeconómicas con el mundo islámico. podemos hacer la cronología:
1. De 985 a 1010 continúa la hegemonía islámica, con razzias que quizás son respuesta a la actividad repobladora de los catalanes en tierras cercanas al dominio musulmán.
2. De 1010 a 1046 toman dinamismo las expediciones catalanas en territorio musulmán a raíz de las dificultades del califato de Córdoba y las luchas civiles de Al-Ándalus. Los mercenarios catalanes empezaron a reforzar las tropas sarracenas.
3. De 1046 a 1090 se desarrolló una nueva etapa de relaciones catalanomusulmanas bajo el signo de las parias: los beneficios obtenidos de las expediciones a Al-Ándalus parece que interesaron más que las conquistas de nuevos territorios. Las garantías de seguridad y protección que ofrecía el nuevo gobierno de Ramón Berenguer I a los reinos de taifas vecinos, con las correspondientes entradas de oro, marcaron la política exterior de la casa condal durante aquellos años.
4. A partir de 1090 se mantuvo una relativa estabilización de las fronteras.

El protectorado que ejercieron los condes catalanes sobre sus vecinos sarracenos, con la contrapartida del oro de las parias, continuó y se amplió durante los gobiernos de los herederos de Ramón Berenguer I, Ramón Berenguer II y Berenguer Ramon II.
La llegada de los almorávides en la Península, llamados por los reinos de taifas precisamente para acabar con la sangría de las parias, cambió, pero, la panorámica de la política peninsular. La derrota de algunos reyes cristianos frenó la expansión territorial de estos e hizo recular fronteras, a la vez que las taifas se liberaban de la servidumbre de las parias. Los almorávides derrotaron a Alfonso VI de León en la batalla de Sagrajas en 1086.

### Relaciones con Occitania

Condados de Occitania en la época de la batalla de Muret.

En cuanto a Occitania, las relaciones de los condes catalanes durante los siglos XI y XII se desarrollaron a partir de una activa política de compras y estrategias matrimoniales, que dieron lugar a un complejo tejido de pequeñas soberanías feudales, entrelazadas por alianzas mutuas, donde el vasallaje y las vinculaciones familiares, resultado de los matrimonios pactados entre gobernantes, eran la garantía más óptima.
Pero el proceso de feudalización siguió caminos divergentes a uno y otro lado de los Pirineos: mientras que en las tierras occitanas el nuevo orden social se mantuvo inestable pese a los esfuerzos pacificadores de la Iglesia y las alianzas entre feudales; en Cataluña, los condes de Barcelona, favorecidos por los éxitos militares y económicos (relaciones con el Islam) y por el apoyo de la institución eclesiástica (movimientos de Paz y tregua de Dios), pudieron constituir un estado feudal fuerte. Así se explica la proyección de la Casa de Barcelona en el Languedoc. La compra de los condados de Carcasona y Rasez fue hecha durante los años 1067-1070 por el conde Ramón Berenguer I y su mujer Almodis de la Marca aprovechando el vacío de poder ocasionado a raíz de la muerte sin descendientes directos de los anteriores condes. Los condados se pagaron con el oro procedente de las parias cobradas a los musulmanes de las taifas de Lérida, Tortosa y Zaragoza, y significaron la implantación de la Casa de Barcelona en Occitania.
La plasmación del nuevo sistema feudal se manifestó en la subordinación del linaje occitano a su señor natural, el conde de Barcelona. Pero una serie de acontecimientos, sobre todo los enfrentamientos de los condes de Tolosa y sus vasallos Trencavell con la Casa de Barcelona, cambiaron pronto la situación. A finales del siglo XI se interrumpió la política occitana de la Casa de Barcelona, con la pérdida del condado de Carcasona y del condado de Rasez.

## Los pactos feudovasalláticos
A partir de 1060 comenzó un periodo nuevo, caracterizado por el desarrollo de las estructuras feudales y los vínculos feudovasalláticos. Se multiplicaron los vínculos de hombre a hombre y se impuso el sistema de los feudos privados. La concepción jerárquica de la nueva sociedad creó unos mecanismos para favorecer los vínculos y las redes de relaciones, que se concretaron en el pacto feudal o contrato feudovasallático. Estos contratos o "convinences" presuponían la investidura de uno feudo, es decir, la cesión de un bien material por parte del señor a un fiel vasallo. 
Los actos de homenaje y juramento de fidelidad que seguían las "convinences" o investiduras de feudo, comportaron un ceremonial feudal de dimensión pública. Estos juramentos podían ser una simple declaración de lealtad, pero más a menudo respondían a un intercambio de derechos y obligaciones de las dos partes. En este sentido podríamos pensar que la fidelidad estaba en cierto modo subordinada a la concesión del feudo, con el resultado que un vasallo podía estar obligado por fidelidad a varios señores. En la segunda mitad del siglo XI se impuso la "solidantia", que buscaba regular estas fidelidades y que consistió en hacer homenaje sólido, es decir, a un solo señor, el cual obtenía un derecho exclusivo sobre el vasallo. El feudo, pieza por excelencia del contrato vasallático, era una tenencia militar, es decir, una tierra con sus rentas que un señor tenía por otro a cambio de algo, generalmente un servicio militar, o colaboraciones en las tareas de gobierno y de administración de justicia. La particularidad del feudo era que las partes contratantes pertenecían al mismo estamento, noble o eclesiástico.

## Emergencia de una sociedad nueva

La nueva sociedad feudal se nos muestra en esta miniatura de una letra capitular de un manuscrito medieval mostrando uno siervo, con un instrumento de trabajo observando a dos señores, un noble y el otro eclesiástico que discuten.

El resultado de los cambios del año 1000 fue la emergencia de una nueva sociedad catalana dividida en dos sectores: los maiores o nobiles, los que tenían el poder de mandar, y los aminoras o inferiores, es decir, los gobernados.

### Losmaioresonobiles
Inicialmente la distancia entre los dos grupos era relativa; pero el crecimiento económico que siguió a esta primera etapa fue marcando las diferencias, y las violencias y el afán de acaparamiento de los maiores eliminaron, en buena medida, las libertados labradoras.
La nobleza del año 1000, según los Usatges, estaba internamente muy jerarquizada:
1. Los linajes condales y vescondales se mantuvieron en lo alto de la estructura social y ganaron riqueza y poder, pero se fueron supeditando a la superior autoridad del conde de Barcelona.
2. Seguían los barones (comdors), antiguos magnates descendientes de la vieja aristocracia, que eran los señores de los castillos, feudatarios y miembros del cortejo de los condes de Barcelona.
3. La pequeña nobleza era una categoría intermedia entre la alta aristocracia y el campesinado, surgida a partir de la revolución feudal y que actuaba como delegada del señor en la aplicación del poder jurisdiccional. Estaba integrada por miembros desclasados de las ramas laterales de los grandes linajes y por individuos procedentes de las capas más bienestantes de los servidores de los castillos, milites castre. Este grupo se encargaba de comandar la tropa del castillo.
4. Detrás de ellos iban los militas (caballeros), que eran los representantes más numerosos de esta nueva nobleza. Formaban las guarniciones de los castillos, en número no superior a los 10 hombres. Muchos, quizás la mayoría, procedían del estrato superior del campesinado. La riqueza principal de estos caballeros era el equipamiento militar, es decir, la posesión de un caballo y armas. De hecho, estos recién llegados a las filas nobiliarias, desclasados de su grupo de origen, se encontraron siempre en posición subalterna respecto del grupo superior de los barones, que eran nobles por linaje.

### Losaminorasoinferiores

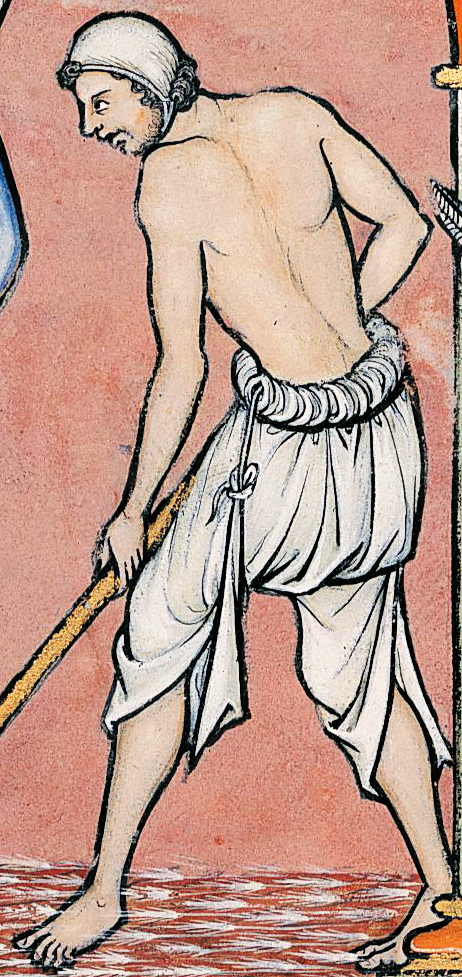
Un campesino en una Biblia del

Los cambios experimentados al seno de la nobleza tuvieron también su expresión en el medio rural. A partir del año 1060, la señoría banal o jurisdiccional limitó la independencia del campesinado libre y alodial, con los consiguientes desequilibrios y rupturas. En el año 1100 el proceso de aservimiento ya había empezado hasta imponer la servidumbre personal.
Las cargas banales o jurisdiccionales, que empezaron a aplicarse en el marco de los castillos o castellanías por la aristocracia laica, pronto se extendieron en el interior de las señorías condales y de la Iglesia, hasta institucionalizarse con el nombre de usáticos o malos usos.
La conformación de la nobleza feudal y el campesinado servil alteró el equilibrio de fuerzas. Una vez establecido un compromiso entre linajes, se aceleró la señorialización del campo catalán: apropiación de la tierra labradora y debilitamiento de la condición social del campesinado aloera. La pequeña propiedad declinó, absorbida por la señoría o gran propiedad feudal, y los antiguos alodios labradores se transformaron en tenencias.
En el marco de los castillos, labradores aloeros y tenientes, ante la indefensión que comportaba el cambio de orientación política y la degradación de la justicia, cayeron de manera lenta pero imparable bajo la opresión de los antiguos agentes condales, los veguers, convertidos ahora en señores privados. En estas circunstancias, muchos labradores, temerosos de la fuerza de los guerreros, prefirieron darles la tierra (y con esta el fruto de su trabajo) a cambio de recuperar el usufructo.
El alodio se transformó así en tenencia. Al final del siglo XI, la pequeña propiedad era casi un recuerdo. Los pocos alodios labradores que quedaban habían perdido su carácter de propiedad llena y libre, puesto que sus propietarios no podían tomar decisiones sobre sus propios bienes sin el consentimiento de los señores banales o jurisdiccionales. La emergencia de la tenencia, célula productiva básica de la señoría, fue estrechamente ligada al debilitamiento del campesinado. El señor del castillo se convirtió en amo incontrolado de la comunidad labradora, hecho que comportó la degradación social y económica del campo.

## Del principado feudal a la monarquía aragonesa (sigloXII)
El siglo XII supuso la formación de la Corona de Aragón, la primera expansión de la sociedad feudal catalana, y también por la primera crisis política de la joven monarquía aragonesa.

### Bases jurídicas del nuevo orden: los Usatges
Las violencias que habían presidido la gestación de la nueva sociedad feudal se habían codificado. El código jurídico llamado Usatges de Barcelona fue la manifestación más palpable de la aceptación de la violencia como un hecho inherente al comportamiento de la aristocracia y a los pactos de reparto del poder y de redistribución del excedente entre esta y la autoridad condal. El feudo es, en esencia, esto: una forma de distribución entre poderosos del fruto del trabajo labrador.
El objetivo de los Usatges era resolver los problemas legales de la nueva sociedad feudal que no estaban recogidos en el Liber, fuente legislativa hasta entonces. Con la promulgación de estas nuevas normas legales el conde de Barcelona y los jueces de su corte querían cubrir varios vacíos. Por un lado, cubrir los vacíos y la inadecuación del Código de Recesvinto a la nueva situación creada por la feudalización, especialmente en materia penal. También había que pensar en normas que dieran solución a la problemática de los vínculos feudovasalláticos; a la emergencia de la nobleza feudal, con sus estratos, que exigía un tratamiento privilegiado en el marco de la legislación; a la regulación del banum o jurisdicción, etc. Así mismo, era finalidad de los Usatges conseguir el restablecimiento de la paz civil, en una etapa en que el juramento, las ordalías y los duelos judiciales sustituían las pruebas testificales tradicionales basadas en los testigos y el escrito. La nueva normativa recogida en este código jurídico feudal incorpora las nuevas prácticas judiciales dándolos forma legal.

### Expansión de la Casa de Barcelona
La época del gobierno del conde Ramón Berenguer III señaló un momento de gran esplendor en el proceso de conversión de Cataluña en una sola unidad política bajo la soberanía de la Casa de Barcelona.

#### Una política de alianzas expansiva
Ramón Berenguer III llevó a cabo una política de unificación interior y de expansión, como lo patentiza en cantidad suficiente la toma de Balaguer (1105), que reforzó la amistad tradicional con los urgellenses, y la incorporación en Barcelona del condado de Besalú (1111) y, posteriormente, del condado de Cerdaña (1117), fruto de una política de alianzas matrimoniales.
En poco tiempo los dominios de la Casa de Barcelona se extendieron desde la montaña y la llanura hasta el mar. Manifestación suprema de la hegemonía barcelonesa, los condes que todavía se mantenían independientes, los de Pallars, Urgell, Rosellón y Ampurias, se hicieron vasallos del conde de Barcelona.
Corresponden también a la época de Ramón Berenguer III los inicios de relaciones políticas con los reinos hispanocristianos del occidente de la Península. El conde de Barcelona buscó entonces una alianza con el Reino de León y el Reino de Castilla para que le ayudara a frenar la expansión levantina de Alfonso el Batallador, rey de Aragón, que avanzaba hacia el control de las tierras del Bajo Ebro, en la zona de confluencia con el Segre, y amenazaba Lérida.

#### Conquistas hacia el sur: Tarragona (1118)
Fue también durante el gobierno de Ramón Berenguer III cuando se restauró el arzobispado de Tarragona. La iniciativa tenía los precedentes de la conquista carolingia de Cataluña y más recientes: A raíz de la conquista de Toledo en 1085 y la restauración de su arzobispado en 1088, las autoridades catalanas iniciaron una serie de contactos con Roma para conseguir del papado la restauración del arzobispado de Tarragona, no sin la fuerte oposición de las sedes de Toledo y Narbona. En 1116 Ramón Berenguer III obtuvo, finalmente, el acuerdo del papa y, después de interesarse sobre el asunto el obispo de Barcelona, Oleguer, este recibió el nombramiento de arzobispo del papa Gelasio II (1118).
Para materializar el proyecto hacía falta, pero, conquistar Tarragona, repoblarla y defenderla de los musulmanes de Tortosa, Prades y Siurana. A tal fin, Oleguer firmó un acuerdo con el caballero normando Robert Bordet, por el cual este se hacía feudatario del arzobispo y se comprometía a ocupar, repoblar y restaurar la ciudad de Tarragona. De este modo, la obediencia de la Iglesia catalana al arzobispo de Narbona, que había durado 300 años, se acabó.

#### Expediciones contra Mallorca
Muy pronto el Mediterráneo fue también un centro de acción de la diplomacia y la milicia de los condes catalanes puesto que durante los siglos IX y X los condes de Ampurias habían desarrollado una discreta actividad marinera, comercial y pirática. Y en el siglo XI las relaciones condales en el ámbito mediterráneo se tradujeron en el enlace de Ramón Berenguer II con la princesa normanda Mafalda de Pulla-Calabria (1078). Este matrimonio marcaba para la Casa de Barcelona los inicios de una política italiana que tuvo una continuidad fiel en el futuro: Pedro II de Aragón, descendiente lejano, se casó en el siglo XIII con Constanza de Hohenstaufen, descendiente de la dinastía normanda de Sicilia, y de aquí vino la incorporación de Sicilia a la Corona de Aragón.
Sin embargo, las relaciones diplomáticas y las actividades comerciales de los cristianos en el Mediterráneo occidental se encontraban, en esta época, amenazadas por los ataques de los corsarios musulmanes de las Islas Baleares. Mientras se desarrollaban en el Mediterráneo oriental las primeras ofensivas de los cruzados, que cambiaban la correlación de fuerzas, Ramón Berenguer III firmó un convenio con Pisa (Sant Feliu de Guíxols, 1113) para llevar a cabo una expedición contra Mallorca, a la cual se unieron flotas procedentes del sur de Francia.
Los acuerdos de este convenio, a pesar de que se enmarcaba en el movimiento de la cruzada, eran fundamentalmente económicos: para catalanes y pisanos significaba la libre circulación por el Mediterráneo occidental, y, además, los mercaderes pisanos obtuvieron la protección del conde barcelonés y ventajas comerciales para desarrollar sus actividades en territorio catalán. El éxito de la cruzada (saqueo de Ibiza en 1114, y de Palma de Mallorca en 1115) fue efímero, puesto que, obligados por los almorávides que amenazaban la frontera catalana, los guerreros catalanes abandonaron pronto el archipiélago.

#### Expansión hacia Occitania
Para la Casa de Barcelona, Occitania fue otro campo de acción. Aun así, la empresa occitana de Ramón Berenguer III empezó con un fracaso: la pérdida del condado de Carcasona y del condado de Rasez del linaje de los Trencavell. Con todo la actitud despótica de Roger Ató, hijo del vizconde Bernat Ató, propició que los carcasonenses, se sublevaran contra su autoridad y pidieran ayuda a Ramón Berenguer III, a quién prometieron entregar la ciudad y jurar fidelidad. El regreso de Bernat Ató y la lucha por Carcasona enfrentó entonces el conde de Barcelona con el vizconde de Besiers, que no dudó a buscar la ayuda del conde de Tolosa. La alianza se concretó por el sistema del feudo de reanudación: Trencavell entregó la ciudad de Carcasona y su condado al conde de Tolosa a cambio de recuperarlo en feudo.
En aquellas circunstancias, los problemas peninsulares de Ramón Berenguer III, enfrentado a los almorávides, le impidieron reaccionar, y Bernat Ató, sostenido por el conde de Tolosa, pudo consolidar su dominio sobre Carcasona. A partir de este momento empezó una larga lucha por la hegemonía en Occitania entre la Casa de Barcelona y la de Tolosa de Languedoc.
Restablecida la paz en Cataluña, Ramón Berenguer III se sirvió de las "convinences" o pactos feudovasalláticos como lo firmado con su hermanastro, el vizconde Eimeric II de Narbona, hijo de Mafalda de Pulla-Calabria, que se había casado en segunda boda con el vizconde de Narbona. Pero, el éxito más grande procedió de la estrategia matrimonial: el conde de Barcelona, viudo por segunda vez, se casó con Dulce de Provenza (1112). Por este matrimonio, todos los dominios de la Casa de Provenza se incorporaron en la Casa de Barcelona, que consiguió la sumisión por vasallaje de los principales linajes provenzales, posición hegemónica que permitió a Ramón Berenguer III recuperar la superior autoridad feudal sobre los Trencavell, señores de Carcasona. A partir de estos momentos, la potestad feudal del conde de Barcelona sobre sus vasallos occitanos pasó a ser para estos una garantía de protección frente a cualquier tentativa de incorporación de sus territorios por parte del conde de Tolosa.